# Rychlobruslení na Zimních olympijských hrách 1968
Závody v rychlobruslení se na Zimních olympijských hrách 1968 v Grenoblu uskutečnily ve dnech 9.–17. února 1968 na otevřené dráze v Grenoblu.

## Přehled

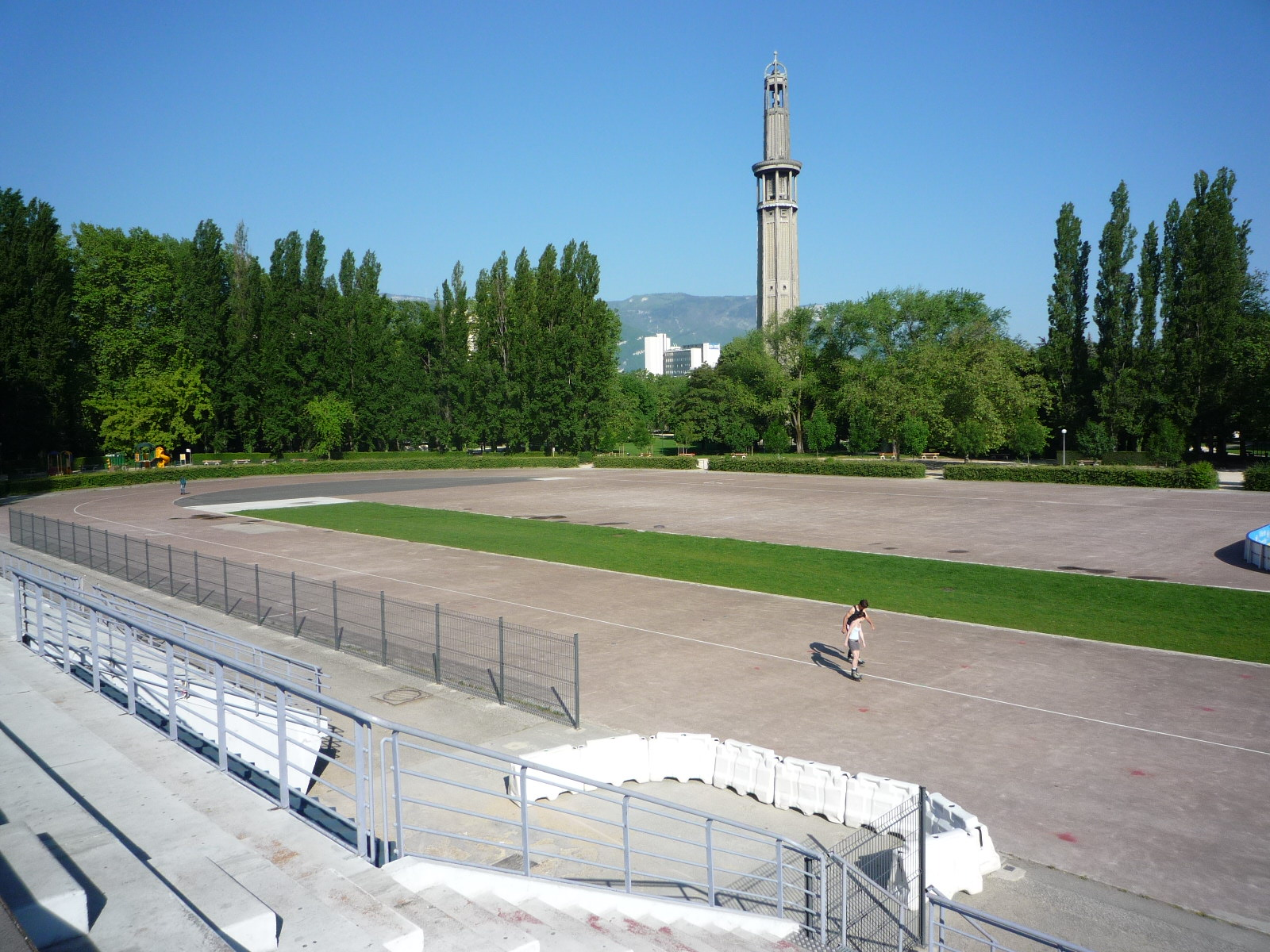
Anneau de Vitesse

V Grenoblu bylo na programu celkem 8 závodů, čtyři pro muže a čtyři pro ženy. Muži startovali na tratích 500 m, 1500 m, 5000 m a 10 000 m, ženy na tratích 500 m, 1000 m, 1500 m a 3000 m.

## Medailové pořadí zemí
| Pořadí  | Země                         | Zlato | Stříbro | Bronz | Celkově |
| ------- | ---------------------------- | ----- | ------- | ----- | ------- |
| 1.      | Nizozemsko (NED)             | 3     | 3       | 3     | 9       |
| 2.      | Norsko (NOR)                 | 1     | 3       | 0     | 4       |
| 3.      | Finsko (FIN)                 | 1     | 1       | 0     | 2       |
| 3.      | Sovětský svaz (URS)          | 1     | 1       | 0     | 2       |
| 5.      | Švédsko (SWE)                | 1     | 0       | 1     | 2       |
| 6.      | Západní Německo (FRG)        | 1     | 0       | 0     | 1       |
| 7.      | Spojené státy americké (USA) | 0     | 4       | 1     | 5       |
| Celkově | Celkově                      | 8     | 12      | 5     | 25      |

## Muži

### 500 m
| Pořadí           | Jméno           | Země                   | Čas  | Ztráta |
| ---------------- | --------------- | ---------------------- | ---- | ------ |
| Zlatá medaile    | Erhard Keller   | Západní Německo        | 40,3 | 0,0    |
| Stříbrná medaile | Magne Thomassen | Norsko                 | 40,5 | +0,2   |
| Stříbrná medaile | Terry McDermott | Spojené státy americké | 40,5 | +0,2   |
| 4.               | Jevgenij Grišin | Sovětský svaz          | 40,6 | +0,3   |
| 5.               | Arne Herjuaune  | Norsko                 | 40,7 | +0,4   |
| 5.               | John Wurster    | Spojené státy americké | 40,7 | +0,4   |
| 5.               | Neil Blatchford | Spojené státy americké | 40,7 | +0,4   |
| 8.               | Seppo Hänninen  | Finsko                 | 40,8 | +0,5   |
| 8.               | Håkan Holmgren  | Švédsko                | 40,8 | +0,5   |
| 8.               | Keiiči Suzuki   | Japonsko               | 40,8 | +0,5   |

### 1500 m
| Pořadí           | Jméno               | Země          | Čas         | Ztráta |
| ---------------- | ------------------- | ------------- | ----------- | ------ |
| Zlatá medaile    | Kees Verkerk        | Nizozemsko    | 2:03,4 (OR) | 0,0    |
| Stříbrná medaile | Ard Schenk          | Nizozemsko    | 2:05,0      | +1,6   |
| Stříbrná medaile | Ivar Eriksen        | Norsko        | 2:05,0      | +1,6   |
| 4.               | Magne Thomassen     | Norsko        | 2:05,1      | +1,7   |
| 5.               | Bjørn Tveter        | Norsko        | 2:05,2      | +1,8   |
| 5.               | Johnny Höglin       | Švédsko       | 2:05,2      | +1,8   |
| 7.               | Svein-Erik Stiansen | Norsko        | 2:05,5      | +2,1   |
| 8.               | Eduard Matusevič    | Sovětský svaz | 2:06,1      | +2,7   |
| 9.               | Peter Nottet        | Nizozemsko    | 2:06,3      | +2,9   |
| 10.              | Örjan Sandler       | Švédsko       | 2:07,0      | +3,6   |

### 5000 m
| Pořadí           | Jméno                | Země          | Čas         | Ztráta |
| ---------------- | -------------------- | ------------- | ----------- | ------ |
| Zlatá medaile    | Fred Anton Maier     | Norsko        | 7:22,4 (WR) | 0,0    |
| Stříbrná medaile | Kees Verkerk         | Nizozemsko    | 7:23,2      | +0,8   |
| Bronzová medaile | Peter Nottet         | Nizozemsko    | 7:25,5      | +3,1   |
| 4.               | Per Willy Guttormsen | Norsko        | 7:27,8      | +5,4   |
| 5.               | Johnny Höglin        | Švédsko       | 7:32,7      | +10,3  |
| 6.               | Örjan Sandler        | Švédsko       | 7:32,8      | +10,4  |
| 7.               | Jonny Nilsson        | Švédsko       | 7:32,9      | +10,5  |
| 8.               | Jan Bols             | Norsko        | 7:33,1      | +10,7  |
| 9.               | Kimmo Koskinen       | Finsko        | 7:35,9      | +12,5  |
| 10.              | Valerij Lavruškin    | Sovětský svaz | 7:37,9      | +15,5  |

### 10 000 m
| Pořadí           | Jméno                | Země          | Čas          | Ztráta |
| ---------------- | -------------------- | ------------- | ------------ | ------ |
| Zlatá medaile    | Johnny Höglin        | Švédsko       | 15:23,6 (OR) | 0,0    |
| Stříbrná medaile | Fred Anton Maier     | Norsko        | 15:23,9      | +0,3   |
| Bronzová medaile | Örjan Sandler        | Švédsko       | 15:31,8      | +8,2   |
| 4.               | Per Willy Guttormsen | Norsko        | 15:32,6      | +9,0   |
| 5.               | Kees Verkerk         | Nizozemsko    | 15:33,9      | +10,3  |
| 6.               | Jonny Nilsson        | Švédsko       | 15:39,6      | +16,0  |
| 7.               | Magne Thomassen      | Norsko        | 15:44,9      | +21,3  |
| 8.               | Peter Nottet         | Nizozemsko    | 15:54,7      | +31,1  |
| 9.               | Valerij Lavruškin    | Sovětský svaz | 15:54,8      | +31,2  |
| 10.              | Stanislav Seljanin   | Sovětský svaz | 15:56,4      | +32,8  |

## Ženy

### 500 m
| Pořadí           | Jméno                 | Země                   | Čas  | Ztráta |
| ---------------- | --------------------- | ---------------------- | ---- | ------ |
| Zlatá medaile    | Ljudmila Titovová     | Sovětský svaz          | 46,1 | 0,0    |
| Stříbrná medaile | Mary Meyersová        | Spojené státy americké | 46,3 | +0,2   |
| Stříbrná medaile | Dianne Holumová       | Spojené státy americké | 46,3 | +0,2   |
| Stříbrná medaile | Jennifer Fishová      | Spojené státy americké | 46,3 | +0,2   |
| 5.               | Ellie van den Bromová | Nizozemsko             | 46,6 | +0,5   |
| 6.               | Sigrid Sundbyová      | Norsko                 | 46,7 | +0,6   |
| 6.               | Kaija Mustonenová     | Finsko                 | 46,7 | +0,6   |
| 8.               | Kirsti Biermannová    | Norsko                 | 46,8 | +0,7   |
| 9.               | Taťjana Sidorovová    | Sovětský svaz          | 46,9 | +0,8   |
| 9.               | Irina Jegorovová      | Sovětský svaz          | 46,9 | +0,8   |

### 1000 m
| Pořadí           | Jméno                       | Země                   | Čas         | Ztráta |
| ---------------- | --------------------------- | ---------------------- | ----------- | ------ |
| Zlatá medaile    | Carry Geijssenová           | Nizozemsko             | 1:32,6 (OR) | 0,0    |
| Stříbrná medaile | Ljudmila Titovová           | Sovětský svaz          | 1:32,9      | +0,3   |
| Bronzová medaile | Dianne Holumová             | Spojené státy americké | 1:33,4      | +0,8   |
| 4.               | Kaija Mustonenová           | Finsko                 | 1:33,6      | +1,0   |
| 5.               | Irina Jegorovová            | Sovětský svaz          | 1:34,4      | +1,8   |
| 6.               | Sigrid Sundbyová            | Norsko                 | 1:34,5      | +1,9   |
| 7.               | Jeanne Ashworthová          | Spojené státy americké | 1:34,7      | +2,1   |
| 8.               | Kaija-Liisa Keskivitikkaová | Finsko                 | 1:34,8      | +2,2   |
| 9.               | Kirsti Biermannová          | Norsko                 | 1:35,0      | +2,4   |
| 10.              | Stien Kaiserová             | Nizozemsko             | 1:35,2      | +2,6   |

### 1500 m
| Pořadí           | Jméno                       | Země                           | Čas         | Ztráta |
| ---------------- | --------------------------- | ------------------------------ | ----------- | ------ |
| Zlatá medaile    | Kaija Mustonenová           | Finsko                         | 2:22,4 (OR) | 0,0    |
| Stříbrná medaile | Carry Geijssenová           | Nizozemsko                     | 2:22,7      | +0,3   |
| Bronzová medaile | Stien Kaiserová             | Nizozemsko                     | 2:24,5      | +2,1   |
| 4.               | Sigrid Sundbyová            | Norsko                         | 2:25,2      | +2,8   |
| 5.               | Lāsma Kaunisteová           | Sovětský svaz                  | 2:25,4      | +3,0   |
| 6.               | Kaija-Liisa Keskivitikkaová | Finsko                         | 2:25,8      | +3,4   |
| 7.               | Ljudmila Titovová           | Sovětský svaz                  | 2:26,8      | +4,4   |
| 8.               | Ruth Schleiermacherová      | Německá demokratická republika | 2:27,1      | +4,7   |
| 9.               | Christina Lindblomová       | Švédsko                        | 2:27,5      | +5,1   |
| 9.               | Hildegard Sellhuberová      | Západní Německo                | 2:27,5      | +5,1   |

### 3000 m
| Pořadí           | Jméno                       | Země                   | Čas         | Ztráta |
| ---------------- | --------------------------- | ---------------------- | ----------- | ------ |
| Zlatá medaile    | Ans Schutová                | Nizozemsko             | 4:56,2 (OR) | 0,0    |
| Stříbrná medaile | Kaija Mustonenová           | Finsko                 | 5:01,0      | +4,8   |
| Bronzová medaile | Stien Kaiserová             | Nizozemsko             | 5:01,3      | +5,1   |
| 4.               | Kaija-Liisa Keskivitikkaová | Finsko                 | 5:03,9      | +7,7   |
| 5.               | Wil Burgmeijerová           | Nizozemsko             | 5:05,1      | +8,9   |
| 6.               | Lidija Skoblikovová         | Sovětský svaz          | 5:08,0      | +11,8  |
| 7.               | Christina Lindblomová       | Švédsko                | 5:09,8      | +13,6  |
| 8.               | Anna Sablinová              | Sovětský svaz          | 5:12,5      | +16,3  |
| 9.               | Sigrid Sundbyová            | Norsko                 | 5:13,3      | +17,1  |
| 10.              | Jeanne Ashworthová          | Spojené státy americké | 5:14,0      | +17,8  |

## Program
| Den    | Datum          | Závod         |
| ------ | -------------- | ------------- |
| den 4  | 9. února 1968  | 500 m ženy    |
| den 5  | 10. února 1968 | 3000 m ženy   |
| den 6  | 11. února 1968 | 1000 m ženy   |
| den 7  | 12. února 1968 | 1500 m ženy   |
| den 9  | 14. února 1968 | 500 m muži    |
| den 10 | 15. února 1968 | 5000 m muži   |
| den 11 | 16. února 1968 | 1500 m muži   |
| den 12 | 17. února 1968 | 10 000 m muži |

## Zúčastněné země
- Austrálie (1)
- Finsko (8)
- Francie (5)
- Itálie (4)
- Japonsko (12)
- Jižní Korea (2)
- Kanada (7)
- Maďarsko (3)
- Mongolsko (3)
- Německá demokratická republika (1)
- Nizozemsko (9)
- Norsko (13)
- Rakousko (3)
- Sovětský svaz (16)
- Spojené státy americké (15)
- Švédsko (11)
- Švýcarsko (3)
- Velká Británie (5)
- Západní Německo (8)